# BAT-M

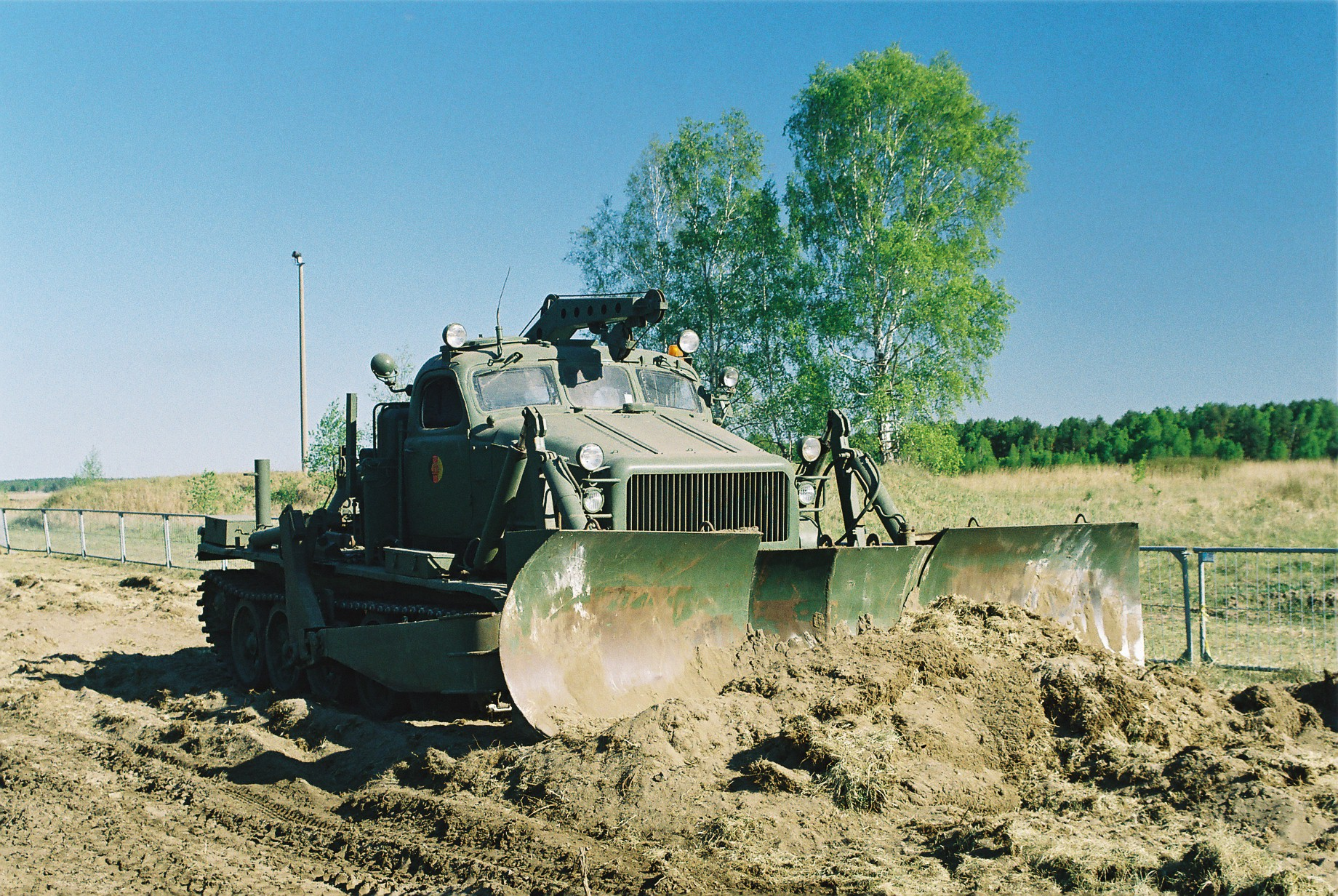
BAT-M, militärische Version

Die BAT-M (russisch БАТ-М, kurz für Бульдозер на артиллерийском тягаче, „Bulldozer auf Artillerieschlepper“) ist eine überschwere Planierraupe  aus sowjetischer Produktion, die überwiegend im militärischen Umfeld der Staaten des Warschauer Paktes eingesetzt wurde. Sie ist das Vorläufermodell der BAT-2 (БАТ-2, BAT Modell 2).

## Technische Daten
Die Planierraupe ist je nach Aufbau 10,0 m lang, 4,78 m breit und ohne Kran 2,95 m hoch. Das Fahrwerk basiert auf dem schweren Artilleriekettenschlepper AT-T und damit indirekt auf dem Kampfpanzer T-54. Die BAT-M wiegt in der Basisausführung ca. 25 t. Die Form des Schildes kann im Betrieb verstellt werden. Die Fahrerkabine war eine verbreiterte Version der Kabine des LKW SIS-150.
Die Planierraupe diente überwiegend in Pioniertruppen zum Anlegen von Wegen, Ausheben von Stellungen sowie zur Dekontamination verminten Geländes. Sie ist mit einem Viertakt-Dieselmotor W-401 mit 415 PS ausgerüstet und erreicht maximal 24 km/h. Der Schild kann in Pflug- oder Planierstellung verwendet werden, die BAT-M kann bis 450 m³ Boden in der Stunde bewegen. Optional ist sie mit einem Kran mit einer Tragfähigkeit von 2 t ausgerüstet und hat eine Seilwinde mit einer Zugkraft von 250 kN. Der Tank fasst 1115 l Diesel, der Durchschnittsverbrauch liegt bei ca. 21 l je Betriebsstunde. In Transportstellung kann der Schild über das Fahrerhaus nach hinten geklappt werden.